# Loussous-Débat
Loussous-Débat är en kommun i departementet Gers i regionen Occitanien i sydvästra Frankrike. Kommunen ligger i kantonen Aignan som tillhör arrondissementet Mirande. År 2022 hade Loussous-Débat 73 invånare.

## Befolkningsutveckling
Antalet invånare i kommunen Loussous-Débat
Referens:INSEE